# Yolanda Griffith
Yolanda Evette Griffith (Chicago, 1º marzo 1970) è un'ex cestista e allenatrice di pallacanestro statunitense, professionista nella ABL e nella WNBA.
Nel 2021 è stata inserita fra i membri del Naismith Memorial Basketball Hall of Fame in qualità di giocatrice.

## Carriera
È stata selezionata dalle Sacramento Monarchs al primo giro del Draft WNBA 1999 (2ª scelta assoluta).
Con gli Stati Uniti ha disputato due edizioni dei Giochi olimpici, Sydney 2000, Atene 2004, vincendole entrambe.

## Palmarès

### Club
- Campionato WNBA: 1

Sacramento Monarchs: 2005

### Individuale
- ABL Defensive Player of the Year: 1

1998
- All-ABL First Team: 1

1998
- Miglior rimbalzista ABL: 1

1999
- Migliore nelle palle ruba ABL:

1998
- WNBA Most Valuable Player: 1

1999
- WNBA Finals Most Valuable Player: 1

2005
- WNBA Defensive Player of the Year:

1999
- WNBA Rookie of the Year Award: 1

1999
- All-WNBA First Team: 2

1999, 2005
- All-WNBA Second Team: 3

2000, 2001, 2004
- WNBA All-Defensive First Team: 1

2005
- WNBA All-Defensive Second Team: 1

2006
- Migliore rimbalzista WNBA: 2

1999, 2001
- Migliore nelle palle recuperate WNBA: 2

1999, 2004